# Lonchopria robertsi
Lonchopria robertsi är en biart som beskrevs av Michener 1989. Lonchopria robertsi ingår i släktet Lonchopria och familjen korttungebin. Inga underarter finns listade i Catalogue of Life.